# 剤形

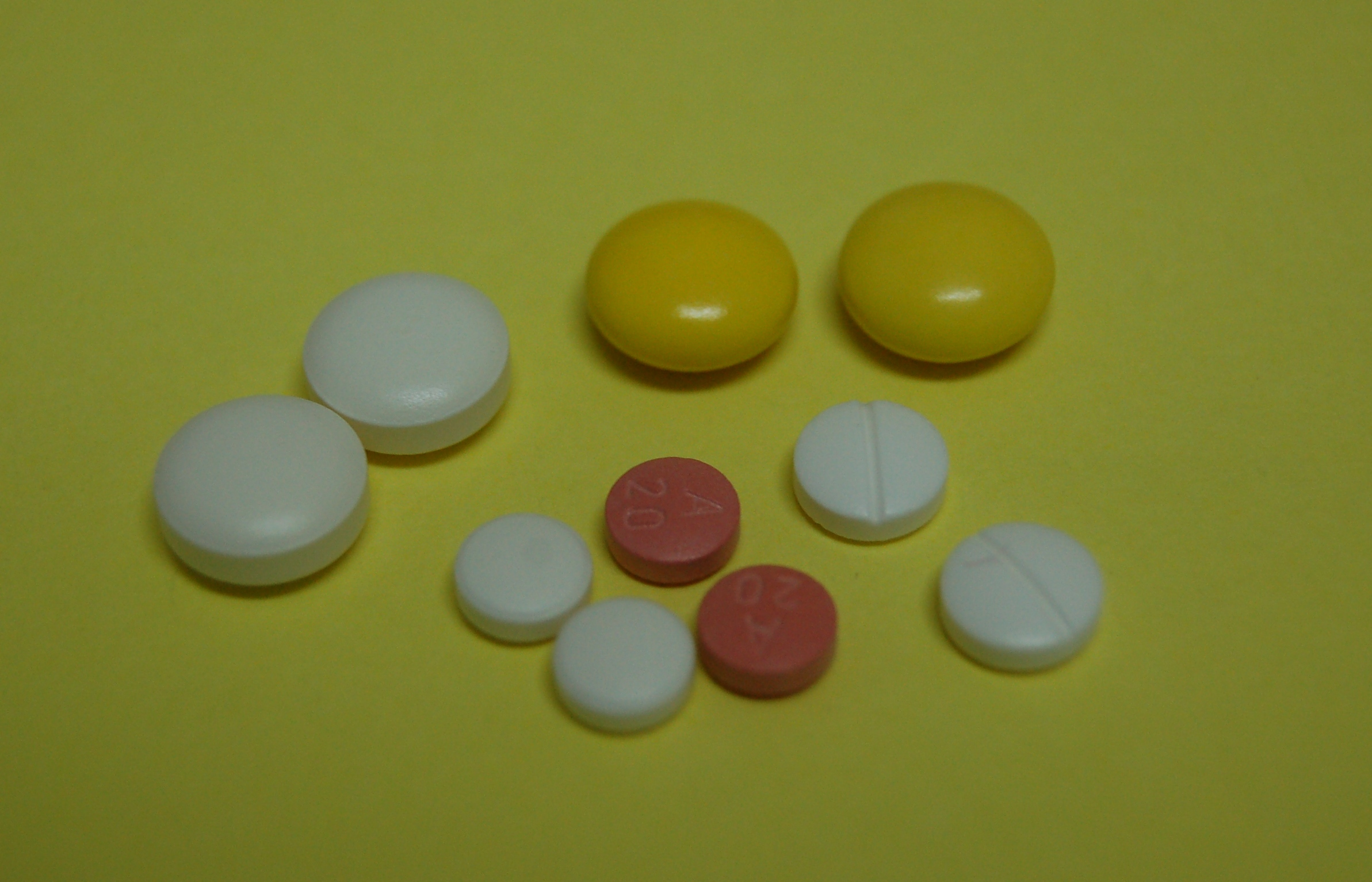
さまざまな錠剤

剤形（ざいけい、英: dosage form）は、医薬品や農薬をその目的、用途に応じ適切な形に製したものの形自体を意味する。剤型と表記する場合もある（表記に関しては“剤けい”の表記の項を参照）。
本稿では特に明記がない限り医薬品の剤形について述べる。

## 概要
医薬品や農薬の有効成分を、そのままあるいは賦形剤、結合剤、崩壊剤その他の適切な添加剤などを加え、一定の製法により形を整えた剤形として錠剤、丸剤、散剤、顆粒剤など、有効成分を適切な溶剤や基剤に溶解または混和するなど一定の製法により形を整えた剤形として液剤、ローション剤、軟膏剤などがあり、整形された形とその製法によって剤形の名称が決まる。
剤形の類義語として「製剤」（英: preparation（s））があるが、剤形は整形された医薬品等の形自体を意味する（つまり名詞）一方、製剤は整形・製造した医薬品等を意味する他、医薬品等を整形・製造すること自体の意味もある（名詞および動詞）。

## 歴史
剤形の歴史は製剤の歴史の項目を参照。

## 剤形の例

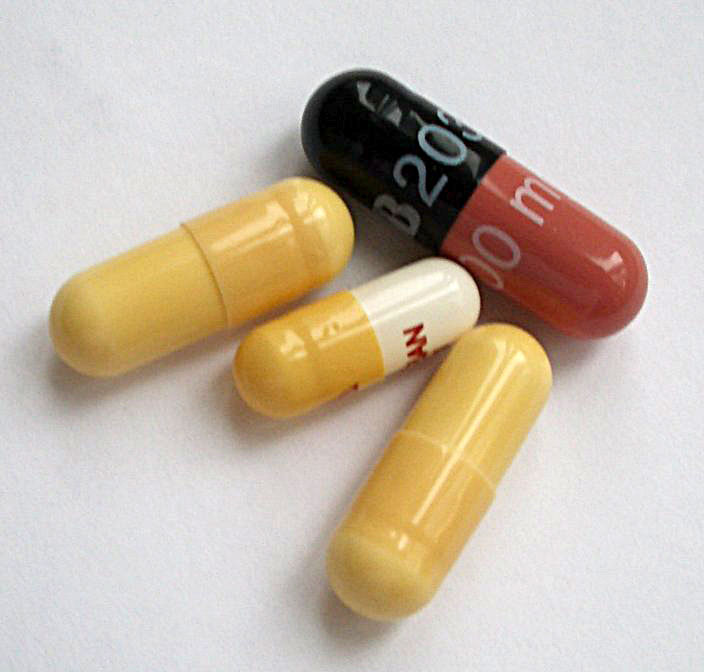
硬カプセル剤の例

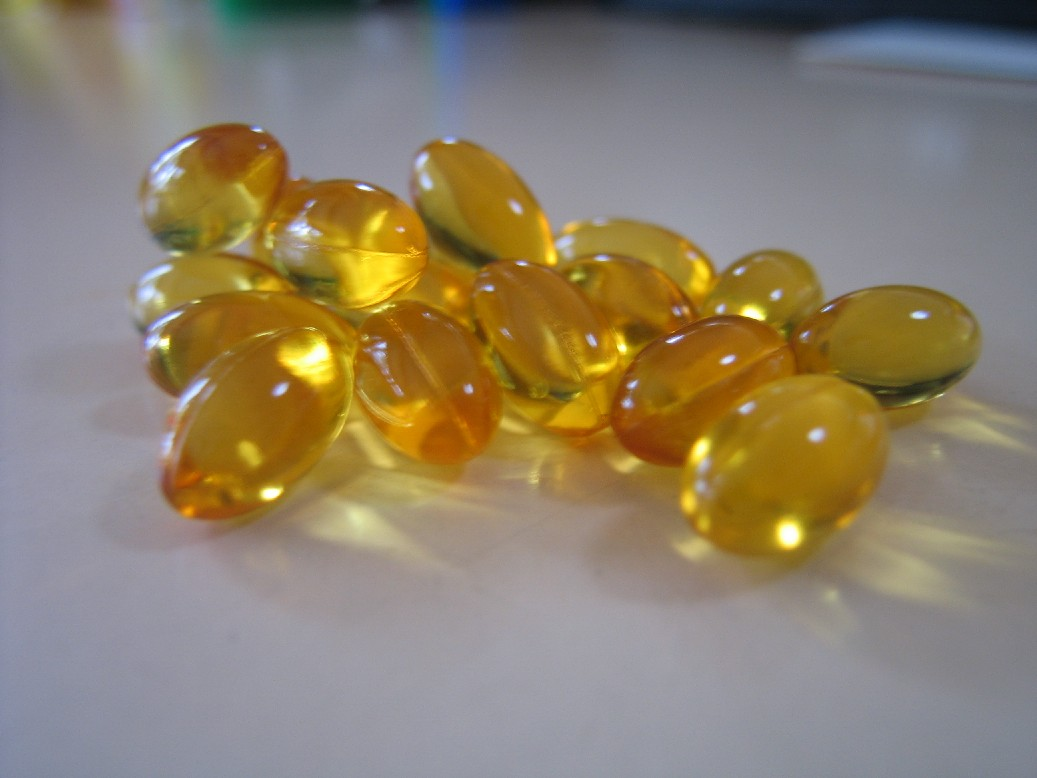
軟カプセル剤の例

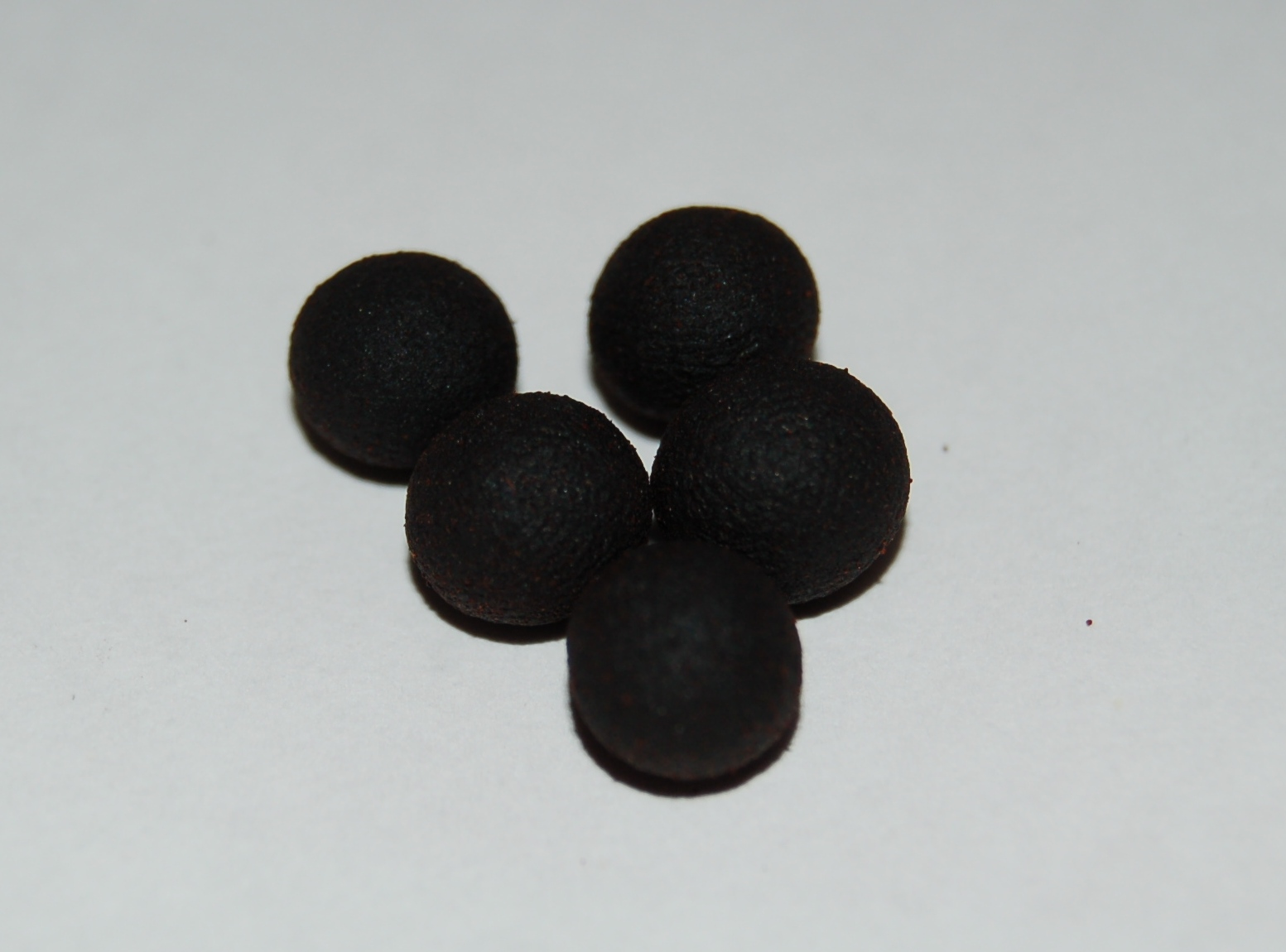
丸剤の例

注射剤の例

『日本薬局方第15改正』製剤総則では以下の28種の剤形の分類が掲載されており、その製法および形などを規定している。
- エアゾール剤（Aerosols）：医薬品の溶液、懸濁液などを容器に充填した液化ガスまたは圧縮ガスの圧力によって、用時噴出して用いる。外用塗付、吸入、内服などの目的に用いる。例：サルタノールインヘラー
- 液剤（Liquids and Solutions）：液状の内用液または外用液で、他の剤形に該当しないもの。有効成分をそのまま用いるかまたは溶剤に溶解する。
- エキス剤（Extracts）：生薬の浸出液を濃縮または乾燥したもので次の2種類がある。

1. 軟エキス剤：水あめようの稠度
2. 乾燥エキス剤：砕くことができる固塊、粒状または粉末

- エリキシル剤（Elixirs）：甘味・芳香のあるエタノールを含む澄明な内用液剤。医薬品またはその浸出液にエタノール、精製水、着香剤および白糖または甘味剤を加え、濾過等により透明な液に製する。
- カプセル剤（Capsules）：医薬品を液状、懸濁状、粉状、顆粒状などの形でカプセルに充填するか、カプセル基剤で被包成型したもので次の2種類がある。
  - 硬カプセル剤:有効成分をそのままもしくは適切な賦形剤などの添加剤を混和して均質としたものか、有効成分を粒状もしくは成型物としてものをカプセルに充填する。
  - 軟カプセル剤:主に油状の薬物、又は植物油に溶解・分散させた、液状、懸濁状、半固形状の主薬を、ゼラチンなどのカプセル基剤にグリセリンまたはソルビトールなどを加えて塑性を増し、被包成型する。
- 顆粒剤(Granules):医薬品を粒状にしたものでおおむね粒径355 - 1400 マイクロメートル (μm)のもの。有効成分をそのままもしくは賦形剤、結合剤、崩壊剤などの添加剤を混和して均質とした後、粒状とし粒子をそろえたもの。
- 丸剤（Pills）：医薬品を球状にしたもの。有効成分に賦形剤、結合剤、崩壊剤などの添加剤を加えて混和して均質とした後、球状に成型する。
- 眼軟膏剤（Ophthalmic Ointments）：結膜嚢に適用する無菌に製した軟膏剤。ワセリンなどの基剤と医薬品の溶液または微細粉末を混和して均質として、チューブ等の容器に充填する。医薬品粒子の大きさは75 μm以下。
- 経皮吸収型製剤（Transdermal Systems）：皮膚を通して全身循環血流に送達すべく設計された製剤。適切な基剤に有効成分を溶解または混濁し、必要に応じて粘着剤、溶剤、吸収促進剤などを加え、支持体またはライナーに展延し成型する。例：ホクナリンテープ
- 懸濁剤・乳剤（Suspensions and Emulsions）：医薬品を液中に微細に懸濁または乳化させた液状の製剤。

1. 懸濁剤：医薬品に懸濁化剤と精製水または油を加え、懸濁し均質にする。
2. 乳剤：医薬品に乳化剤と精製水を加え、乳化し均質にする。

- 坐剤（Suppositories）：医薬品を基剤により成形し、肛門または膣に適用する固形の外用剤。体温によって溶けるか、軟化するか、または分泌液で溶ける。肛門坐剤は円錐形または紡錘形、膣坐剤は球形または卵形。
- 散剤（Powders）：有効成分に賦形剤、結合剤、崩壊剤などの添加剤を加えて粉末または微粒状に製したもの。おおむね粒径500 μm以下のもの。
- 酒精剤（Spirits）：揮発性医薬品をエタノールやエタノールと水の混液で溶かしたもの。
- 錠剤(Tablets):経口投与する一定の形状をした固形の製剤のこと。
  - 口腔内崩壊錠:口腔内で速やかに溶解、又は崩壊させて服用する製剤のこと。適切な崩壊性を有する。
  - チュアブル錠:小児が服用しやすいように設計された、咀嚼して服用出来る錠剤のこと。口中で噛み砕くと急速に崩壊し、クリーム状になる。
  - 発泡錠:水中で急激に発泡しながら溶解、又は分散する錠剤のこと。炭酸ナトリウムとクエン酸(又は酒石酸)が含まれており、服用時に水中に投入すると炭酸ガスを発して急激に崩壊する。
  - 即放性錠剤(素錠,裸錠):主薬と添加剤を打錠して製した錠剤のこと。製造行程は短いが、苦味や特異な臭気を有する薬物には適さない。
  - 糖衣錠:素錠の表面を白糖などでコーティングした錠剤のこと。味や臭いが矯正され、さらに表面に光沢があるため服用しやすく、主薬の酸素による変質を糖衣層が防止出来るが、製造行程は長い
- シロップ剤（Syrups）：医薬品を白糖その他の甘味料または単シロップに溶解または混和し、濃稠な溶液または懸濁液とした内用剤。
- 浸剤・煎剤（Infusions and Decoctions）：生薬を精製水で浸出した液状の製剤。

1. 浸剤：生薬50 グラム (g)に対し精製水50 ミリリットル (mL)を加え、約15分間潤した後、熱精製水900 mLを注ぎ、5分間加熱、冷後、布ごしして製する。
2. 煎剤：生薬50 gに対し精製水950 mLを加え、30分間加熱、温時、布ごしして製する。

- 注射剤（Injections）：医薬品の溶液、懸濁液、乳濁液または用時溶解して用いる無菌の製剤で、皮膚または粘膜を通して体内に直接適用する。懸濁性注射剤中の粒子は150 μm以下、乳濁性注射剤中の粒子は7 μm以下とする。
- 貼付剤（Plasters and Pressure Sensitive Adhesives）：布またはプラスチック製フィルムなどに有効成分と基剤からなる混合物を延ばし、皮膚患部、または皮膚を通して局所患部へ有効成分を到達させるために皮膚に粘着させて用いる局所作用型外用剤。
- チンキ剤（Tinctures）：生薬をエタノールまたはエタノールと精製水で浸出して製した液状の製剤。
- 点眼剤（Ophthalmic Solutions）：医薬品の溶液、懸濁液または用時溶解して用いる無菌の製剤で、結膜嚢に適用する。懸濁性点眼剤中の粒子は75 μm以下とする。
- トローチ剤（Troches）：医薬品を一定の形状に製し、口中で徐々に溶解または崩壊させて、口腔、咽頭などに適用する製剤。
- 軟膏剤（Ointments）：適切な稠度で均質な半固形状に製した皮膚に塗布する外用剤。本剤は、脂肪、脂肪油、ラノリン、ワセリン、パラフィン、ろう、樹脂、プラスチック、グリコール類、高級アルコール、グリセリン、水、乳化剤、懸濁化剤等を基剤とし、医薬品を加え全体が均質に混ぜて練り合わせて製する。本剤のうち、乳化した基剤を用いたものをクリームと称する。
- パップ剤（Cataplasms / Gel Patches）：医薬品と水を含む混合物を泥状に製するか、布上に展延成型して製した外用剤。
- 芳香水剤（Aromatic Waters）：精油又は揮発性成分を飽和させた澄明な液剤。
- リニメント剤（Liniments）：液状または泥状に製した皮膚にすり込んで用いる外用剤。水、エタノール、脂肪油、グリセリン、石ケン、乳化剤、懸濁化剤その他の添加剤等の混和物に医薬品を加え、全体を均質にする。保存中に成分が分離することがあるが、用時混和して均質として用いる。
- リモナーデ剤（Lemonades）：甘味と酸味がある澄明な内用液剤。通例、塩酸、クエン酸、酒石酸または乳酸のいずれかに単シロップおよび精製水を加えて溶かし、必要に応じて濾過する。本剤は用時調製する。
- 流エキス剤（Fluidextracts）：生薬の浸出液で1 mL中に生薬1 gの可溶性成分を含むように製した液状の製剤。
- ローション剤（Lotions）：医薬品を水性の液中に溶解、乳化もしくは微細に分散し均質に製した皮膚に塗布する外用剤。

## 製剤技術
剤形の具体な製剤技術にていては製剤の機能の項目を参照。

## “剤けい”の表記
“剤けい”の表記・用字としては、「剤形」および「剤型」がある。
主な表記・用字の例は以下のとおり。
薬事法関連
- 薬事法（昭和35年8月10日法律第145号）本文には、「剤形」、「剤型」のいずれの記載もみられないが、密接あるいは間接的に関連する以下の省令には「剤型」の表記があり、「剤形」の記載はない。なお、例示しないが厚生労働省告示および通達レベルでは両者が混在している。
  - 同法施行規則（昭和36年2月1日厚生省令第1号）第40条（承認申請書に添付すべき資料等）
  - 医薬品及び医薬部外品の製造管理及び品質管理の基準に関する省令（平成16年12月24日厚生労働省令第179号）第9条（構造設備）、23条（無菌医薬品の製造所の構造設備）、24条（製造管理）
  - 麻薬及び向精神薬取締法施行規則（昭和28年4月18日厚生省令第14号）第34条（輸出の届出）
  - 動物用医薬品製造所等構造設備規則（平成17年3月29日農林水産省令第35号）第2条（一般医薬品区分の製造業者等の製造所の構造設備）

薬局方
- 日本薬局方第15改正には、「剤形」の記載があり、「剤型」の表記はない。
  - 沿革略記3箇所、一般試験法2箇所、参考情報3箇所

学術用語
- 文部省、日本薬学会共編『学術用語集　薬学編』2000年では、「剤形」として収載され、「剤型」としての収載はない[3]。
  - 「zaikei 　剤形　 dosage form」
- 日本薬剤学会の公式ホームページでは、「剤形」の記載があり、「剤型」の表記はない[4]。
  - 薬剤学の解説文中「…最も好ましい形状の医薬品（剤形）に仕立て上げること…」

インタビューフォーム
- 日本病院薬剤師会「医薬品インタビューフォーム　記載様式」1998年では、項目名として「剤形」と表記[5]。
- 製薬企業各社が作成・発行しているインタビューフォームでは、「剤形」「剤型」いずれの記載もみられる。